# مخلوقات النبض
المخلوقات من الاندفاع مسرحية باللغة الإنجليزية قدمها الكاتب مسرحي ويليام إشونك جلبرت، مع المؤلف الموسيقى وقائد - الأوركسترا ألبرتو رانديجر، والتي كيفها جيلبرت عن قصته القصيرة الخاصة. كل من المسرحية والقصة القصيرة تعتنى بحورية قديمة التي تسحر الناس وتحثهم على التصرف بطريقة عكس طبيعتهم، مع النتائج غير المرغوب فيها مترافقة بمزاج سيئ بأسلوب هزلى.
وقد كتب القصة القصيرة لصحيفة الجرافيك وهي صحيفة مصورة  تم إصدار عددها في عيد الميلاد عام 1870، ولعبت لأول مرة في مسرح الديوان الملكي في 2 نيسان 1871. وشملت أصلا ست أغنيات، لكن ثلاثة منها قطعت في نهاية المطاف، وبعض الإنتاجات تم الاستغناء تماما فيها عن الموسيقى. في حين أن الأغنيات عاشت، فلم يتم نشر الموسيقى أبدا وتم فقدانها. وكانت الاستعراضات المسرحية معظمها إيجابية، على الرغم من أنها تعرضت لانتقادات لعدم وجود حبكة مهمة أو بناء داخلى لدعم فرضيه أنها فكاهية. ومع ذلك، وجد المراجعين أنها ممتعة، وكان نجاحا متواضعا، وتم عمل 91 من العروض والاستمتاع باحياءها في الجزء المبكر من القرن 20 .
وكان جيلبرت قد كتب بالفعل مجموعة كبيرة من القصص والمسرحيات والقصائد، والنقد وغيرها من الأعمال قبل كتابة 'المخلوقات من الاندفاع. سوف يذهب إلى كتابة الحوار الأوبرالى في سلسلتة الشهيرة أوبرا سافوي (ألحان آرثر سوليفان) بين 1871 و 1896.

## الخلفية

### الكاتب والمؤلف الموسيقى

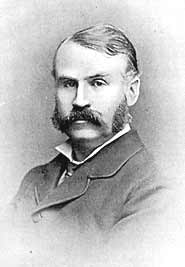
ويليام إشونك جلبرت ، ج. 1870

من منتصف 1860 إلى خلال 1870 في وقت مبكر، كان إنتاج ويليام إشونك جلبرت مثمرا للغاية، فقد كتب كمية كبيرة من الأشعار الهزلية، والإستعراضات المسرحية والقطع الصحفية الأخرى، وقصص قصيرة، وعشرات المسرحيات والأوبرا الهزلية. وشمل إنتاجه في عام 1870 العشرات من القطع ذات الشعبية الهزلية  باب بالاد  واثنين من الأفلام الكوميدية، الأميرة وقصر الحقيقة؛ اثنين من المسلسلات المصورة،  جزيرتنا الأم والرجل في الأسود؛ والعديد غيرها من القصص القصيرة، والقطع المصورة، والمراجعات التي تظهر في مختلف الدوريات والصحف. في عام 1871 كان هو حتى أكثر انشغالا، وإنتج سبع مسرحيات وأوبرات.
تم الكتابة الدرامية جيلبرت خلال هذا الوقت تتطور من أوائل أعماله السخريات الموسيقية إلى أسلوب أكثر تحفظا، كما يتمثل في سلسلة من الأفلام الكوميدية الخيالية له. وكان أول هذه 'قصر الحقيقة' ، الذي افتتح في عام 1870 وأدى إلى اشادة واسعة النطاق. وكان يعمل أيضا على تطوير أسلوبه الفريد من الفكاهة العبثية، ووصفت بأنها "رأسا على عقب"، وتتكون من "مزيج من الطرافة والسخرية، topsyturvydom، محاكاة ساخرة، ومراقبة، تقنية المسرحية، وإستخبارات عميقه. قصة ومسرحية 'المخلوقات من الاندفاع "التاريخ" من منتصف هذه الفترة، عندما كان يحاول جيلبرت أنماط مختلفة ويعمل نحو أسلوب ناضج من عمله لاحق، بما في ذلك سلسلتة الشهيرة أوبرات جيلبرت وسوليفان. وصف جيلبرت المسرحية بأنها "رواية جنيات موسيقية".

## موجز
ملاحظة: قصة قصيرة تجري في نزل على الطريق من لندن إلى نوريتش، ولكن تدعو للعب بالتقليد الألزاسي. خلاف ذلك، الحبكة من القصة القصيرة والمسرحية متطابقة تقريبا. يستخدم ملخص بالأسفل أسماء من المسرحية وتلاحظ تغييرات كبيرة في الحبكة بين المسرحية والقصة القصيرة. 'وهناك أيضا العديد من التغييرات الصغيرة لترتيب الأحداث، لم تذكر.

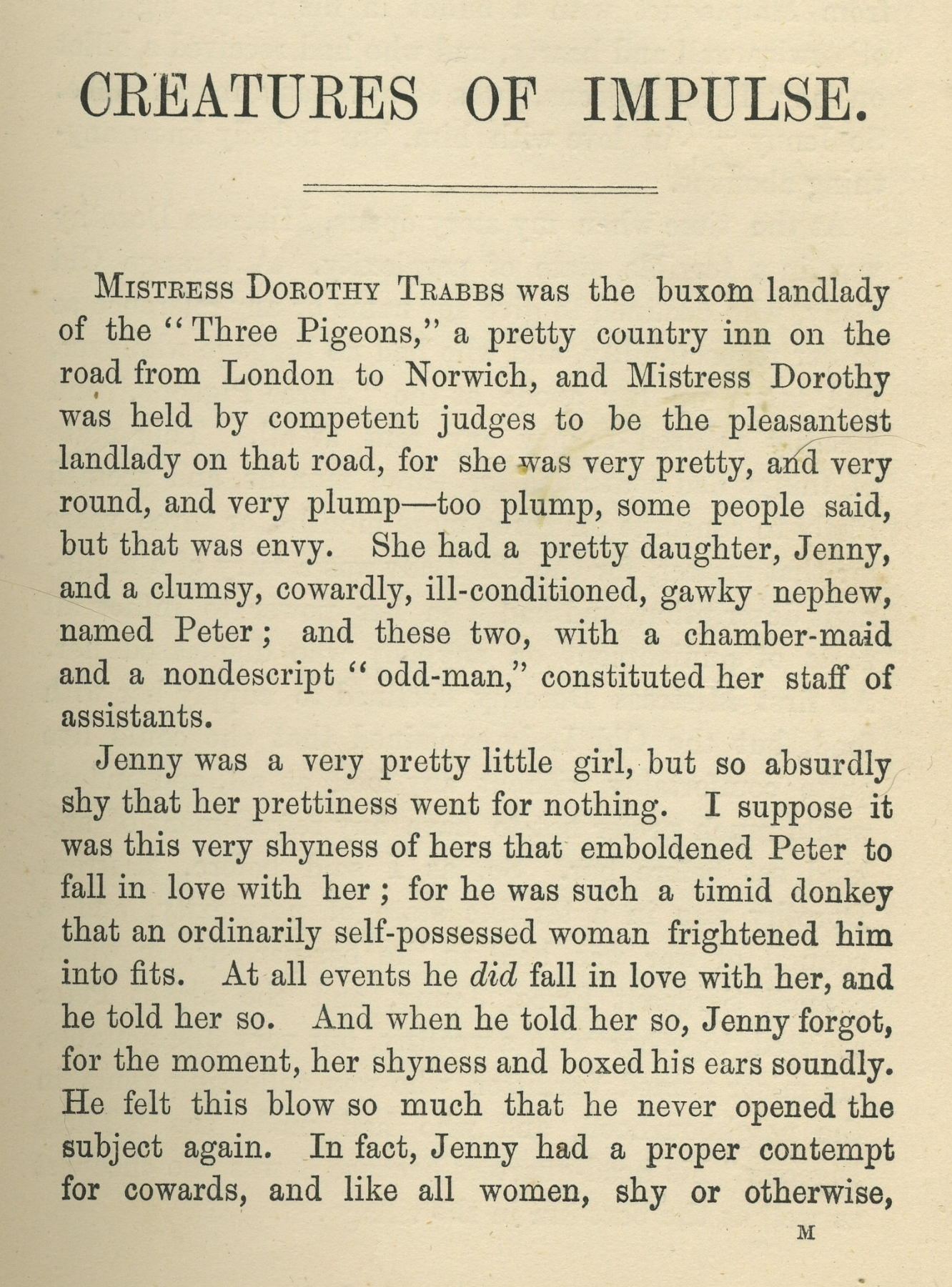
الصفحة الأولى من مخلوقات النبض في الجنية فوجرتى وحكايات أخرى

في نزل «الثلاث حمامات»، بل هو يوم جيد للبعض: البخيل كان بوميلهاردت لم يفرغ بعد من جمع الايجارات من المستأجرين له، والرقيب كلووك، بطل جوهانسبرغ، وقد وصل لتوه إلى النزل في إجازة ويقوم الآن بمغازلة أية سيدة يختارها، دون الحاجة إلى التظاهر بأنهم من أقاربه للالتفاف حول العقيد المستبد. ومع ذلك، فإنه ليس يوم جيد لمارثا، صاحبة النزل: للبقاء هناك هي سيدة تبلغ من العمر أرذله غريبة، حورية مؤذية، التي ترفض دفع أو ترك، والتي لا تحتاج غذاء أو ماء. هذا يخفض بشكل كبير ويضيف إلى أرباح مارثا. انها تنتقي بوميلهاردت وكلووك، وبيتر المزارع الجبان،[a] ولها ابنة خجولة للغاية، ماصة، للمساعدة في حل هذه المشكلة.
بيتر، ليس جبانا بما يكفي للخوف من امرأة عجوز، ولا مؤمن بالخرافات بما يكفي للاعتقاد في قواها السحرية، بما يهدد الجنية العجوز في محاولة لمطاردتها بعيدا. وللأسف، قالت انها لديها بالفعل القوى الخيالية وتلقي بالتهديد الذي يفرض بيتر لتهديد أي شخص يواجهه، أو إذا كان بمفرده، لمحاربة الأعداء الوهميين. بيتر يهرب قبل أن يتمكن من الحصول على نفسه في ورطة وتهديد أي شخص أكبر منه، إنه نداء التحديات كما يذهب. نهج الرقيب كلووك يصل إلى امرأة تبلغ من العمر ثم يحاول استخدام سحره العسكري للفوز بها أكثر.اتضح أنها تكره الجنود، وأنها سددت الضربات واخرجت معها عصا، مما جعله يتحول إلى بطة ودودج.ثم إنها تتفوه ببعض الكلمات لجعله يتذلل لها، وينوي أن يفقد سمعته وأن وصفته أنه جبان. . واضاف "انه يبين لكم كيف قاتل العدو في جوهانسبرغ،" تصيح السيدة العجوز، ولكنه يجيب: "لا، يا عزيزتى!" أنا أبين لكم كيف جاهدوا فينا العدو. هذه هي الطريقة التي تراجع". يغادر وانه يتوسل للمهاجمين بطريقة وهمية.
ثم تحاول بيبيت إقناع السيدة العجوز إلى ترك، التقبيل والمعانقة لها، ومناشدتها إلى (تأمل) طبيعة جيدة. ترى السيدة العجوز من خلال محاولتها، والعقاب بالنسبة لها هو «سرد القصص»

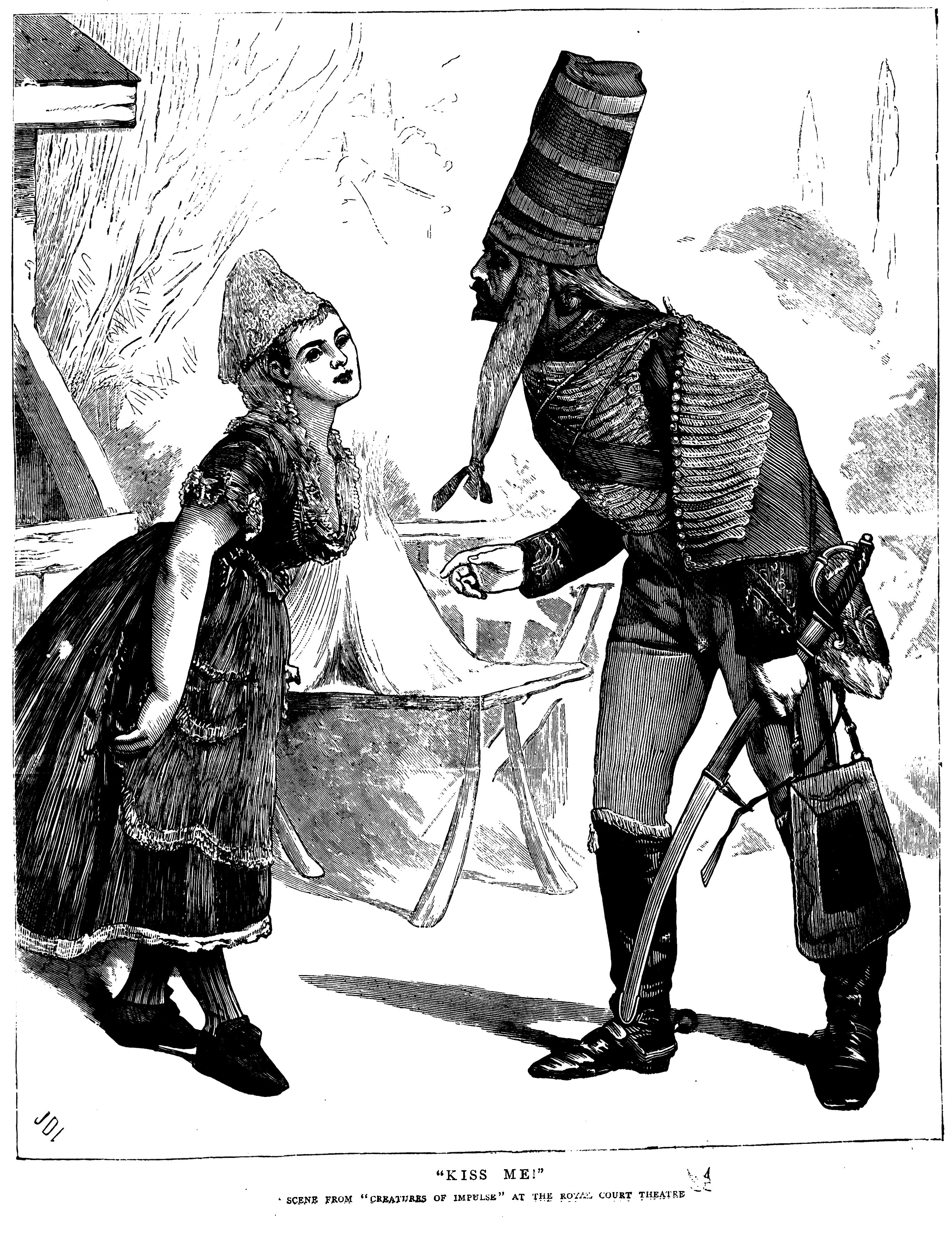
بيبيت تلقي بنفسها على الرقيب، وذلك في التوضيح من الجرافيك ، 1871.

خلاصة الملاحظات:

a  في القصة القصيرة، بيتر بدلا ابن أخيها. هذا أي تأثير على الحبكة.

b  في القصة، بومبلهاردت شبيهه، فيرديتير، بدلا من ذلك مغازلة صاحبة، حيث أن حانتها غير مربحة ولديها بعض الفضة ; وبالتالي، يحاول رشوة الجنية للمغادرة من اجل انه قد يكسب المال في أي مكان آخر.

## قراءات إضافية
- Kertzer, Jon. "Life Plus Ninety-Nine Years: W.S. Gilbert and the Fantasy of Justice", Mosaic (Winnipeg), Vol. 36, 2003

## الروابط الخارجية
- Creatures of Impulse introduction and links to script, The Gilbert and Sullivan Archive
- Photos from Creatures of Impulse
- Opening night review in ذي تايمز

قالب:جيلبرت وسوليفان